# Kejsaren av Amerika
Kejsaren av Amerika (L'Empereur Smith) är ett Lucky Luke-album från 1976. Det är det 45:e albumet i ordningen, och har nummer 26 i den svenska utgivningen.

## Handling
Lucky Luke och Jolly Jumper anländer till Grass Town och lär känna den excentriske Dean Smith (en figur inspirerad av verklighetens Joshua A. Norton, "kejsare Norton I"), en förmögen boskapsuppfödare som tror sig vara Förenta staternas kejsare. Ortsborna låter honom hållas och spelar med i Smiths fantasier, och Luke blir inbjuden till Smiths "hov". Idyllen spricker dock när en lokal bråkstake, Buck Ritchie, lyckas vinna Smiths förtroende, och triggar honom att förklara krig mot Grass Towns innevånare.

## Svensk utgivning
- Morris; Goscinny, René, (översättare: Kåre Persson) (1977). Kejsaren av Amerika. Lucky Lukes äventyr: 26. Stockholm: Albert Bonniers förlag. Libris 7145408. ISBN 91-0-042007-7
- Andra upplagan, 2004, Egmont Serieförlaget. ISBN 91-7269-472-6
- I Lucky Luke – Den kompletta samlingen ingår albumet i "Lucky Luke 1975-1977". Libris 10147823. ISBN 91-7134-309-1
- Den svenska utgåvan trycktes även som nummer 105b i Tintins äventyrsklubb (1992). Libris 7674129. ISBN 91-7904-301-1